# Bombardiere (destroyer)
Le Bombardiere (fanion « BR ») était un destroyer italien de la classe Soldati lancé en 1942 pour la Marine royale italienne (en italien : Regia Marina). 

## Conception et description
Les destroyers de la classe Soldati étaient des versions légèrement améliorées de la classe précédente Oriani. Ils avaient une longueur entre perpendiculaires de 101,6 mètres et une longueur hors tout de 106,7 mètres. Les navires avaient une largeur de 10,15 mètres  et un tirant d'eau moyen de 3,15 mètres et de 4,3 mètres à pleine charge. Les Soldatis déplaçaient 1 830-1 850 tonnes métriques à charge normale, et 2 450-2 550 tonnes métriques à pleine charge. Leur effectif en temps de guerre était de 206 officiers et hommes de troupe.
Le Bombardiere était propulsé par deux turbines à vapeur à engrenages Belluzzo/Parsons, chacune entraînant un arbre d'hélice à l'aide de la vapeur fournie par trois chaudières Yarrow. Conçus pour une puissance maximale de 48 000 chevaux-vapeur (36 000 kW) et une vitesse de 34-35 nœuds (63-65 km/h) en service, les navires de la classe Soldati ont atteint des vitesses de 39-40 nœuds (72-74 km/h) pendant leurs essais en mer alors qu'ils étaient légèrement chargés. Ils transportaient suffisamment de fuel pour avoir une autonomie de 2 340 milles nautiques (4 330 km) à une vitesse de 14 nœuds (26 km/h) et de 682 milles nautiques (1 263 km) à une vitesse de 34 nœuds (63 km/h).
La batterie principale du Bombardiere était composée de quatre canons de 120 millimètres de calibre 50 dans deux tourelles jumelées, une à l'avant et une à l'arrière de la superstructure. Sur une plate-forme au milieu du navire se trouvait un canon à obus en étoile de 120 millimètres de 15 calibres. La défense antiaérienne des "Soldati" était assurée par huit canons Breda modèle 1935 de 20 millimètres. Les navires étaient équipés de six tubes lance-torpilles de 533 millimètres dans deux supports triples au milieu du navire. Bien qu'ils ne soient pas dotés d'un système de sonar pour la lutte anti-sous-marine, ils sont équipés d'une paire de lanceurs de grenades sous-marines. Les navires pouvaient transporter 48 mines.

## Construction et mise en service
Le Bombardiere est construit par le chantier naval Cantiere navale di Ancona, basé à Ancône en Italie, et mis sur cale le 7 octobre 1940. Il est lancé le 23 mars 1942 et est achevé et mis en service le 15 juillet 1942. Il est commissionné le même jour dans la Regia Marina.

## Histoire du service
Une fois opérationnel, le Bombardiere est affecté à des missions d'escorte sur les routes de la Méditerranée orientale, puis sur celles de la Tunisie, effectuant un service assez court. Pendant toute la période où l'unité est opérationnelle - de juillet 1942 au naufrage - elle est commandée par le Capitaine de frégate (capitano di fregata) Giuseppe Moschini.
Le 18 novembre 1942, il escorte à Bizerte, avec son navire-jumeau (sister ship) Legionario et le torpilleur moderne Groppo, les transports de troupes Puccini et Viminale. Le convoi arrive à destination sans encombre malgré les attaques des sous-marins britanniques au large du Cap San Vito.
De retour en Italie, l'unité escorte de Bizerte à Naples les grands et modernes navires à moteur Monginevro et Sestriere ainsi que les navires-jumeaux Legionario et Velite, mais à 15h04 le 21 novembre, à environ 18 milles nautiques (34 km) au sud-ouest d'Ischia, le Velite est touché et immobilisé par une torpille : le Bombardiere prend en remorque le navire endommagé et le remorque jusqu'à Naples.
Le 17 janvier 1943, il appareille de Bizerte pour escorter, avec le Legionario, le navire à moteur Mario Roselli à Palerme,. À 17h30, peu après le coucher du soleil, alors que la Sicile est déjà en vue, l'équipage aperçoit le sillage d'une torpille lancée par le sous-marin britannique HMS United (P44). Le Bombardiere tente de virer à tribord pour éviter la torpille, mais il est touché à la hauteur du pont. L'explosion détruit le pont, en projette une partie à la mer, et fait éclater les chaudières, brisant le navire en deux,. La section arrière coule presque immédiatement, à 17h25, à la position géographique de 38° 15′ N, 11° 43′ E (24-26 milles nautiques (44-48 km )au nord-ouest de Marettimo), la proue coule quelques minutes plus tard,,. Le commandant Moschini (né à Sant'Elpidio a Mare, province d'Ascoli, le 17 juin 1903) a libéré le timonier coincé dans l'épave et l'a jeté à l'eau, avant de disparaître avec le navire. Sa mémoire a été récompensée par la médaille d'or de la valeur militaire. Le Legionario, sans s'arrêter, a simplement jeté les radeaux de sauvetage qu'il a à bord aux survivants du destroyer. Parmi ceux qui sont morts avant l'arrivée des sauveteurs se trouve le chef mécanicien, le capitaine des ingénieurs de la marine Eugenio Amatruda, qui, grièvement blessé, était monté sur un radeau après avoir fait de son mieux pour sauver ses hommes (il a reçu la médaille d'argent de la valeur militaire).
D'autres unités envoyées de Palerme ont sauvé 49 hommes du Bombardiere, la plupart blessés ou en état d'hypothermie. Le commandant Moschini, 7 officiers et 167 sous-officiers et marins ont disparu en mer.

### Commandement
Commandants
- Capitaine de frégate (capitano di fregata) Giuseppe Moschini (né à Sant'Elpidio a Mare le 17 juin 1903) (+) (16 avril 1942 - 17 janvier 1943)

Commandant en second
- Capitaine de corvette (Capitano di corvetta ) Giulio Contreas (né à Formia le 25 novembre 1910) (15 juillet 1942 - 17 janvier 1943)